# سيلفيا فاين (ممثلة)
سيلفيا فاين (بالإنجليزية: Sylvia Fine)‏ هي كاتبة أغاني وملحنة ومنتجة أفلام وشاعرة وممثلة أمريكية، ولدت في 29 أغسطس 1913 في بروكلين في الولايات المتحدة، وتوفيت في 28 أكتوبر 1991 في مانهاتن في الولايات المتحدة بسبب نفاخ رئوي. من الجوائز التي نالتها جائزة بيبودي ‏ سنة 1979.

## أعمال

### أفلام
- محكمة المهرج

## جوائز
- جائزة بيبودي [الإنجليزية]‏ (1979)

## وصلات خارجية
- سيلفيا فاين (ممثلة) على موقع IMDb (الإنجليزية)
- سيلفيا فاين (ممثلة) على موقع ميوزك برينز (الإنجليزية)
- سيلفيا فاين (ممثلة) على موقع قاعدة بيانات برودواي على الإنترنت (الإنجليزية)
- سيلفيا فاين (ممثلة) على موقع قاعدة بيانات الأفلام السويدية (السويدية)
- سيلفيا فاين (ممثلة) على موقع قاعدة بيانات الفيلم (الإنجليزية)